# Reichsbahnausbesserungswerk Chemnitz

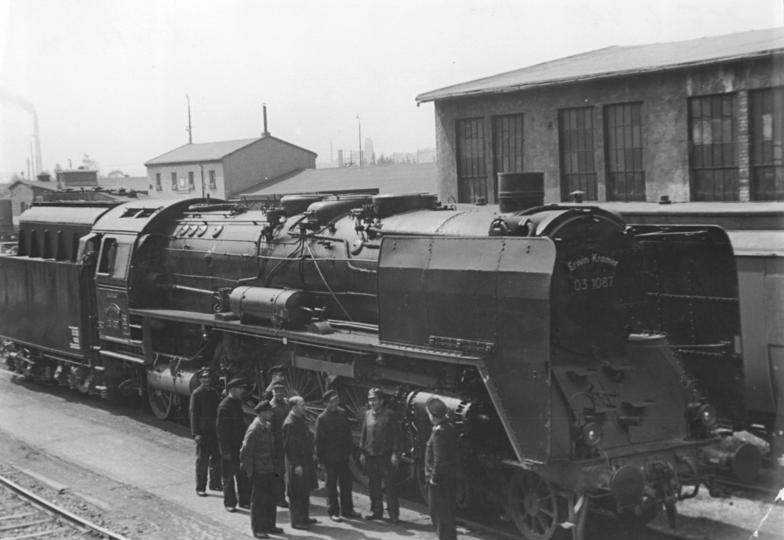
Im Raw „Wilhelm Pieck“ Karl-Marx-Stadt auf Kohlenstaubfeuerung umgebaute Lok der Baureihe 03.10

Das Reichsbahnausbesserungswerk Chemnitz (Raw Chemnitz) war ein Ausbesserungswerk der Rbd Dresden in der westsächsischen Stadt Chemnitz. Das Ausbesserungswerk wurde bereits 1869 von den Königlich Sächsischen Staatseisenbahnen als Werkstättenbahnhof in Betrieb genommen und von der Deutschen Reichsbahn als Raw Chemnitz weitergeführt. Von 1953 bis 1990 trug es den Namen Raw „Wilhelm Pieck“ Karl-Marx-Stadt.
Von der Deutschen Bahn wurde es als AW Chemnitz weiterbetrieben, heute werden hier im InstandhaltungsZentrumGetriebe Chemnitz (IZG) Getriebe und sonstige Komponenten für Dieselmotoren aufgearbeitet.

## Geschichte
Als Chemnitz 1852 mit der Eröffnung der Bahnstrecke Riesa–Chemnitz einen Eisenbahnschluss erhielt, entstand nahe dem Empfangsgebäude des Bahnhofs Chemnitz eine kleine Remise, wo auch Lokomotiven repariert wurden. Diese wurde mit der Eröffnung der Verbindung Chemnitz–Zwickau auf 24 Stände vergrößert.
Als 1869 die Verbindung Freiberg–Flöha eingeweiht wurde, waren die vorhandenen Anlagen in ganz Sachsen an der Leistungsgrenze. Es sollte daher eine vollständige neue Werkstätte errichtet werden, da die bestehenden Bauten in Chemnitz durch die Stadtbebauung nicht mehr vergrößert werden konnten. Als neuer Standort wurde die Streckentrennung zwischen den Bahnstrecken Riesa–Chemnitz und Dresden–Werdau rund 2 km östlich des Bahnhofs Chemnitz ausgewählt. Vorteilhaft für den Bau in Chemnitz waren die zentrale Lage innerhalb des sächsischen Eisenbahnnetzes, die vorhandenen qualifizierten Arbeitskräfte des Maschinenbaustandortes sowie ausreichend Baugelände mit Platz für spätere Erweiterungen.
Bereits im Baustadium zeigte es sich, dass die geplante Werkstätte zu klein geplant war. Daher wurde die Anlage noch größer gebaut, als ursprünglich projektiert. Die Werkstätte wurde ab Juli 1869 Teil für Teil eröffnet, bis 1873 beliefen sich die Baukosten auf rund 1,25 Millionen Taler. Schlussendlich wurden circa 11,5 km Gleis auf dem 14 ha großen Gebiet verlegt, hinzu kam ein neunständiges Heizhaus, eine Lackiererei sowie die Verwaltung für alle sächsischen Eisenbahnwerkstätten. Zusätzlich zu Lok- und Wagenreparaturen wurden auch Oberbaustoffe aufgearbeitet.
Durch den Ausbau des sächsischen Eisenbahnnetzes in den nachfolgenden Jahren musste auch der Werkstättenbahnhof den gestiegenen Fahrzeugzahlen angepasst werden. Die Anlage wurde daher bis 1900 durch mehrere neugebaute Werkhallen ergänzt, um 1900 umfasste das Gelände daher schon 22,5 ha Fläche, auf der fast 24 km Gleis lagen. Die rund 1250 Arbeiter und Angestellten reparierten zu dieser Zeit monatlich rund 1270 Fahrzeuge, davon etwa 78 Lokomotiven. Im selben Zeitraum entstanden zudem noch etwa 25 neue Wagen und Tender in Chemnitz.
Nach 1900 fanden keine Erweiterungen mehr statt, da in Dresden, Leipzig und Zwickau schon bestehende Werkstätten ausgebaut wurden.
Während des Ersten Weltkriegs wurden auch in Chemnitz zusätzlich Militärgüter produziert. Nach dem Ersten Weltkrieg gab es erneut Ausbaupläne, aus Geldmangel waren bauliche Veränderungen vorerst nicht möglich. In der Weltwirtschaftskrise ging der Verkehr soweit zurück, das 1932 nur noch 1400 Personen im Raw Chemnitz beschäftigt waren, obwohl seit Anfang der 1930er Jahre auch Kraftfahrzeuge repariert wurden. In der zweiten Hälfte der 1930er Jahre übernahm das Raw Chemnitz die Fahrzeugausbesserung der sächsischen Schmalspurbahnen. Dazu wurde eine alte Halle der 1870er Jahre abgerissen und durch einen damals äußerst modernen Neubau ersetzt.
Die Anlagen wurden im Frühjahr 1945 durch alliierte Luftangriffe zu drei Vierteln zerstört, erst nach Kriegsende begann der langwierige Wiederaufbau des Werkes. Große Probleme bereiteten vor allem der Ersatzteilmangel – Ersatzteile mussten von vorhandenen ebenfalls defekten Fahrzeugen gewonnen werden – sowie fehlende Transportkapazitäten. Zu dieser waren aber auch die meisten Personen, insgesamt fast 4600 Menschen, im Raw beschäftigt.
Am Tag des Eisenbahners am 9. Juni 1951 wurde das Raw Chemnitz in Raw „Wilhelm Pieck“ Chemnitz umbenannt, im Zusammenhang mit der Umbenennung von Chemnitz in Karl-Marx-Stadt wurde 1953 nochmals der Raw-Name geändert. Ebenfalls in den 1950er Jahren wurden grundlegende Änderungen im Aufgabenbereich vollzogen. Mitte der 1950er Jahre wurde die Aufarbeitung von Normalspurpersonenwagen in andere Werkstätten verlagert, dafür modernisierte man in Karl-Marx-Stadt bis 1966 die Mehrheit der in der DDR vorhandenen Schmalspurpersonenwagen. Das Raw Karl-Marx-Stadt wurde 1958 als zentrale Werkstatt für die Diesellokreparatur ausgewählt. Daraufhin wurden die Anlagen in den nachfolgenden Jahren für rund 100 Millionen Mark entsprechend umgebaut. Bis 1964 wurden aber auch noch Dampflokomotiven ausgebessert. So wurden auch die Baureihen 03.10 und 41 im Rahmen des Rekoprogramms umgebaut. Im Dezember 1964 wurde mit einer Lok der Baureihe 94.19–21 die letzte Dampflok im Raw ausgebessert. Zugleich endete auch der Dampflokeinsatz bei den Werklokokomotiven. Zumeist standen im Raw zwei – in Spitzenzeiten auch drei – Fahrzeuge im Einsatz. Zuletzt waren es Loks der Baureihe 89.2, zuvor auch die 98 7069 und 98 7085. Als Ersatz hatte man bereits 1960 zwei Baumuster der Baureihe V 60.10 erhalten.
Mitte der 1960er Jahre wurde auch die Aufarbeitung von Oberbaustoffen sowie der Baureihen V 15 und V 36 an andere Dienststellen abgegeben, man konzentrierte sich in Karl-Marx-Stadt ausschließlich auf die Baureihen V 60 und V 180 (Baureihe 118). Schrittweise wurden die vorhandenen, teilweise noch aus der Anfangszeit stammenden Anlagen modernisiert oder neue Gebäude errichtet. So entstand die seinerzeit in Europa modernste Untersuchungs- und Einstellanlage für Dieselmotoren und Getriebe. Obwohl man bereits für circa 1500 Diesellokomotiven zuständig war, wurde auch die Unterhaltung der Baureihe 119 in Chemnitz durchgeführt. Im Raw wurden in der Folgezeit die störanfälligen rumänischen Lokomotiven mit in der DDR produzierten, wesentlich zuverlässigeren Baugruppen ausgestattet.
Nach den aus der Wende 1989/90 resultierenden wirtschaftlichen Veränderungen benötigte die Deutsche Reichsbahn erheblich weniger Fahrzeuge. Davon betroffen war auch das Raw Chemnitz, anstelle der Anfang der 1990er Jahre ausgemusterten Baureihe 118 wurden nun Rangierlokomotiven repariert. Das von der Deutschen Bahn übernommene Werk sollte anfänglich zunächst geschlossen werden, der Plan wurde allerdings verworfen. Es gehört auch heute noch als InstandhaltungsZentrumGetriebe Chemnitz zur DB Fahrzeuginstandhaltung. Arbeiteten 1995 hier noch etwa 1700 Personen, damit war das Werk noch der größte Arbeitgeber in Chemnitz, sind heute circa 150 Menschen beschäftigt. Neben Getrieben werden auch sonstige Komponenten, wie Rangierkupplungen RK 900 und Blattfedern aufgearbeitet.